# 포켓몬스터 THE ORIGIN
《포켓몬스터 THE ORIGIN》(일본어: ポケットモンスターTHE ORIGIN  포켓토몬스타-THE ORIGIN[*], Pokemon THE ORIGIN')
는 일본에서 TV 도쿄를 통해 2013년 10월 2일에 방영하였다.
대한민국은 2013년 12월 2일과 3일에 걸쳐 투니버스에서 방송했다. 배경은 관동 지방이며 1세대 포켓몬들와 메가진화 등장하는 것이 이 작품의 특징이다.

## 방송 기간
| 기수 | 화수    | 일본 방영일     | 한국 방영일                               |
| ---- | ------- | --------------- | ----------------------------------------- |
| 1    | 1화~4화 | 2013년 10월 2일 | 투니버스 2013년 12월 2일~ 2013년 12월 3일 |

## 등장인물
- 주인공은 레드와 그린이다.
- 스타팅 포켓몬은 이상해씨, 파이리, 꼬부기이다.
- 전설의 포켓몬은 프리져, 파이어, 썬더, 뮤, 뮤츠이다.

## 서브 타이틀
| 화수 | 제목                         | 본방송일자 (일본)                                  |
| ---- | ---------------------------- | -------------------------------------------------- |
| 1    | "レッド(레드)"               | 2013년 10월 2일 대한민국 내 방영 : 2013년 12월 2일 |
| 2    | "カラカラ(가라가라(탕구리))" | 2013년 10월 2일 대한민국 내 방영 : 2013년 12월 2일 |
| 3    | "サカキ(비주기)"             | 2013년 10월 2일 대한민국 내 방영 : 2013년 12월 3일 |
| 4    | "リザードン(리자몽)"         | 2013년 10월 2일 대한민국 내 방영 : 2013년 12월 3일 |